# Jardim Botânico de Missouri

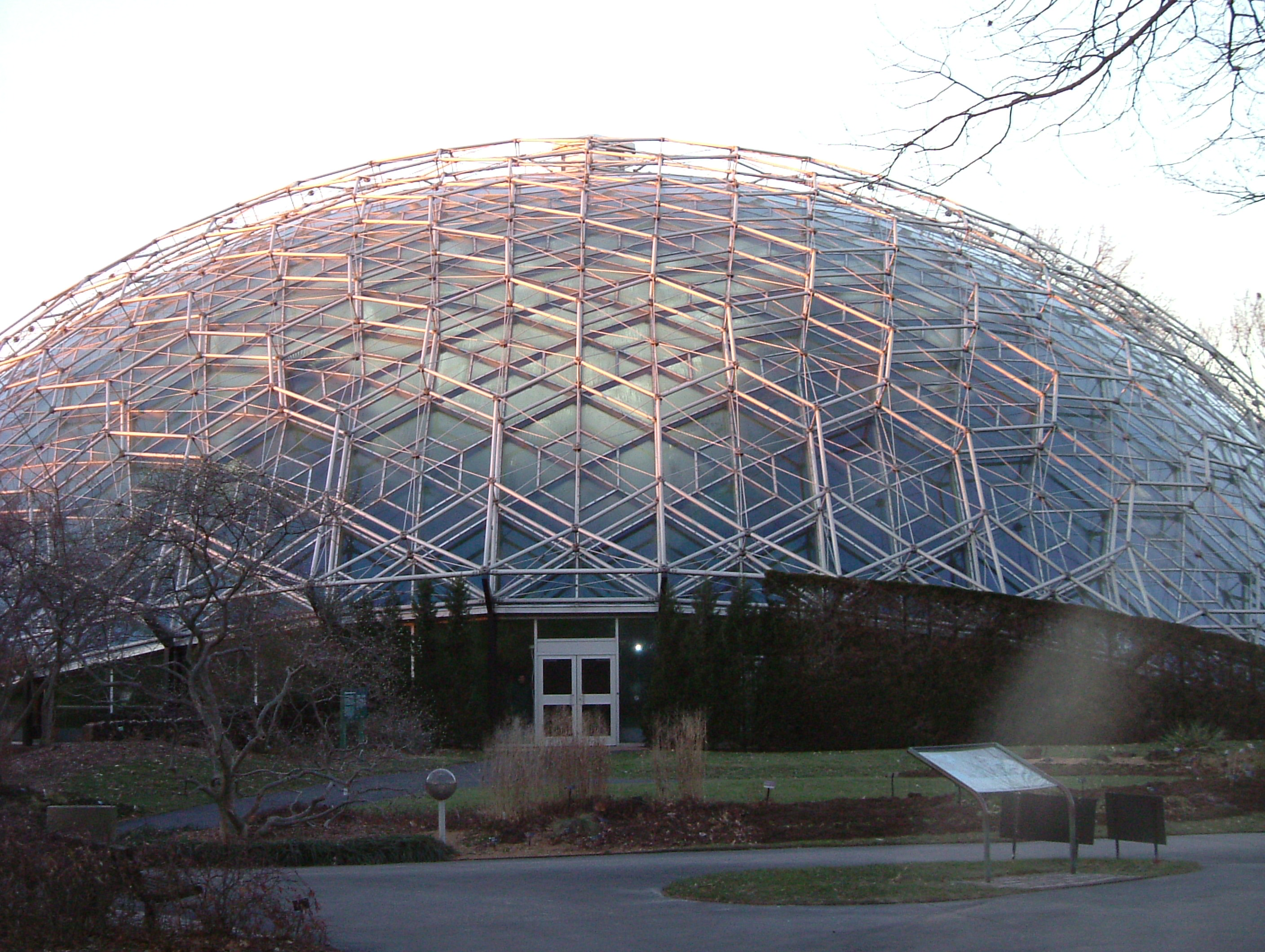
A cúpula geodésica do Climatron.

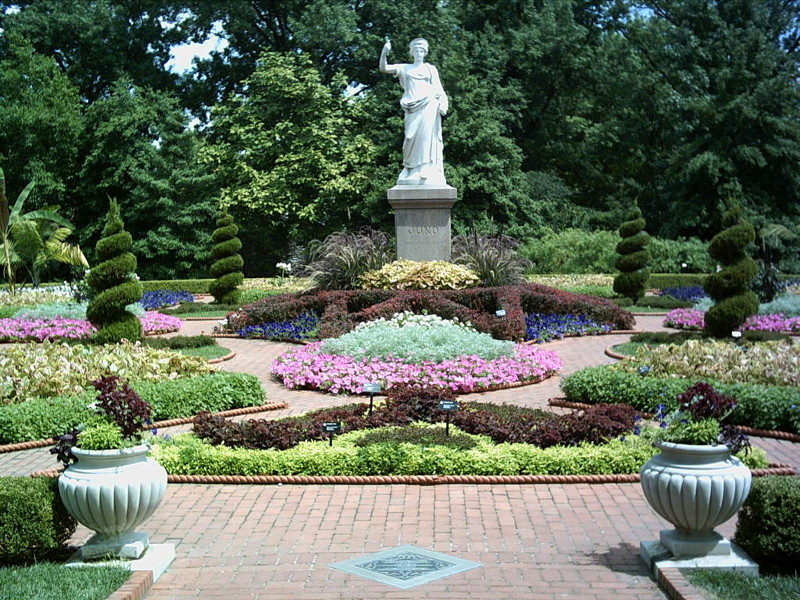
Um dos vários jardins do Jardim Botânico de Missouri.

O Jardim Botânico de Missouri, fundado em meados do século XIX em St. Louis, está entre os jardins mais antigos dos Estados Unidos. É conhecido por seu conservatório, uma das maiores e bem-sucedidas da aplicação geodésica, uma estrutura que conquistou a imaginação dos projetistas e do público nas décadas de 1950 e 1960.
Geodésico se refere à geometria das superfícies curvas. No caso de cúpulas geodésicas, a curvatura é criada a partir de unidades poligonais pré-fabricadas. A cúpula geodésica do Jardim Botânico de Missouri foi construído em 1960, época em que o conceito ainda era relativamente novo. Projetado por uma firma arquitetônica de St. Louis e composta de 2.425 painéis de plexiglas montados em esquadrias de alumínio, foi a primeira cúpula geodésica a ser usada como conservatório. A forma e a estrutura cumprem bem sua função: ela engloba um amplo espaço interno livre de colunas ou outra sustentação; fornece iluminação ideal; o clima interno pode ser controlado com precisão. Por isso a cúpula do Jardim Botânico de Missouri foi chamado Climatron (da expressão clima control technology, que significa "tecnologia de controle climático")

## Tecnologia de microclima
O Climatron, que chega a 21 m de altura no centro e tem 53 m de diâmetro, cobre uma área de 2.230 m², o equivalente a mais de oito quadras de tênis. Nessa área são cultivadas mais de 1.200 espécies de plantas como orquídeas, bromélias, coqueiros, bananeiras, cafeeiros, e cacaueiros, todos disposto em um cenário com penhascos, cascatas, lagos, caminhos e pontes passando pela copa das árvores. A umidade elevada e a alta temperatura (21°C) são mantidas por um sistema de controle de clima computadorizado. Para conservar o calor durante a noite, os painéis de plexiglas originais foram substituídos por vidro e plástico tratados termicamente durante uma reforma executada entre 1988 e 1990, a única interrupção desde a fundação.

## Galeria de imagens

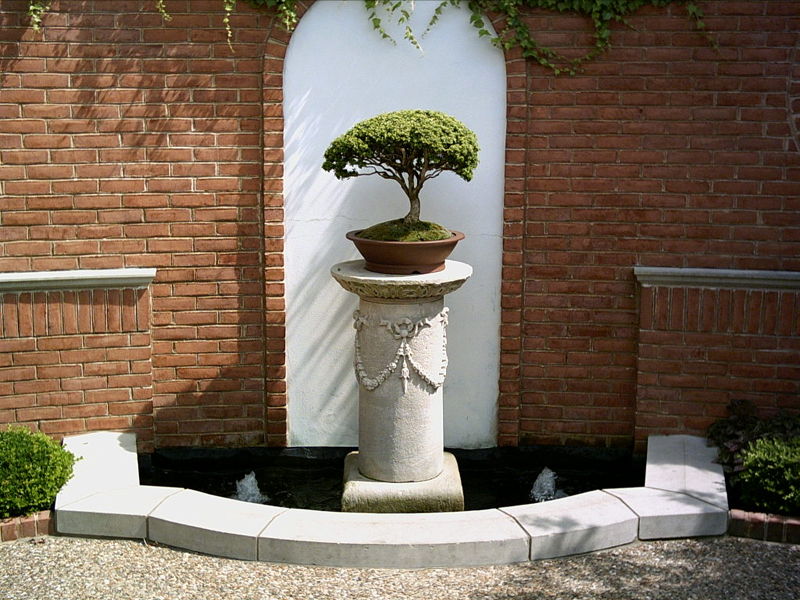
Bonsai no Jardim Botânico de Missouri.
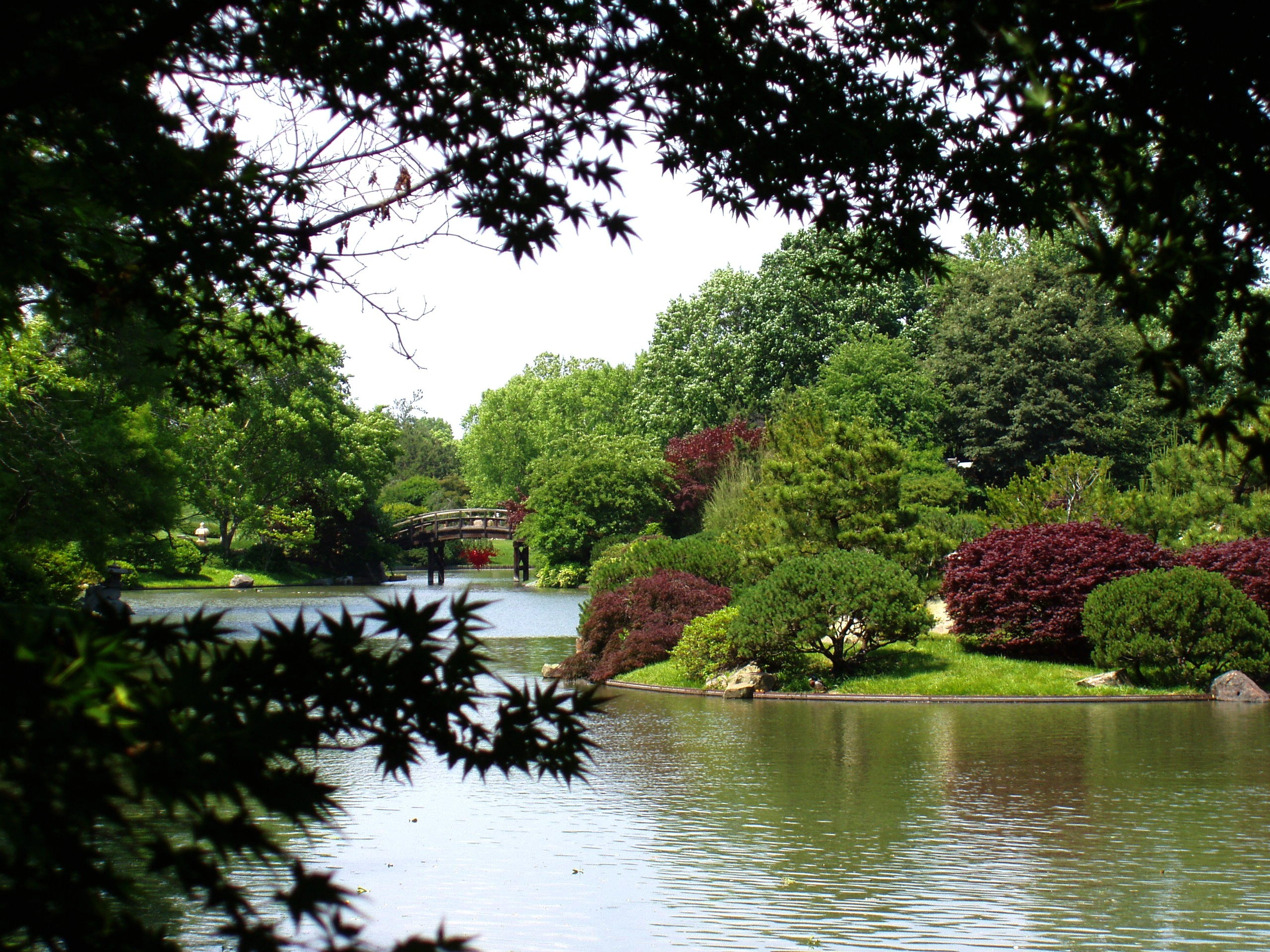
Vista de um dos jardins.